# Magical Mystery Tour (album)
Magical Mystery Tour je album hudební skupiny Beatles, vydané koncem roku 1967 ve dvou výrazně odlišných verzích. Nejprve vyšlo 27. listopadu 1967 ve Spojených státech jako standardní LP (vyd. Capitol, 11 písní) a pak 8. prosince ve Spojeném království jako dvojité EP (vyd. Parlophone) se šesti písněmi. Americká verze byla pojata jako kompilát soundtracku k stejnojmennému filmu (strana A) a toho roku vydaných singlů (strana B), přičemž skladba „I Am the Walrus“ se objevila jak ve filmu, tak jako B-strana singlu Hello Goodbye). Kratší britská verze obsahovala pouze písně z filmu.
Na prvním místě žebříčku v USA se album drželo osm týdnů a v roce 1968 bylo nominováno na cenu Grammy za nejlepší album. Součástí dvojitého EP byla brožura o čtyřiadvaceti stránkách, obsahující obrázky z filmu a také komiks založený na některých filmových událostech.

## Seznam skladeb

### LP
Pokud není uvedeno jinak, jsou autory Lennon/McCartney
Strana A
1. Magical Mystery Tour – 2:51 (zpěv: Lennon, McCartney, Harrison)
2. The Fool on the Hill – 3:00 (zpěv McCartney)
3. Flying (Lennon/McCartney/Harrison/Starr) – 2:16 (zpěv všichni, beze slov)
4. Blue Jay Way (Harrison) – 3:56 (zpěv Harrison)
5. Your Mother Should Know – 2:29 (zpěv McCartney)
6. I Am the Walrus – 4:36 (zpěv Lennon)

Strana B
1. Hello Goodbye – 3:31 (zpěv McCartney)
2. Strawberry Fields Forever – 4:10 (zpěv Lennon)
3. Penny Lane – 3:03 (zpěv McCartney)
4. Baby, You're a Rich Man – 3:03 (zpěv Lennon, McCartney, Harrison)
5. All You Need Is Love – 3:48 (zpěv Lennon, refrén všichni)

### Dvojité EP
Pokud není uvedeno jinak, jsou autory Lennon/McCartney
Strana 1
1. Magical Mystery Tour – 2:51
2. Your Mother Should Know – 2:29

Strana 2
1. I Am the Walrus – 4:36

Strana 3
1. The Fool on the Hill – 3:00
2. Flying (Lennon/McCartney/Harrison/Starr) – 2:16

Strana 4
1. Blue Jay Way (Harrison) – 3:56

## Hudebníci
- George Harrison – kytara, zpěv, harmonika ve skladbě The Fool on the Hill, svarmandal ve skladbě Strawberry Fields Forever
- John Lennon – kytara, zpěv, harmonika ve skladbě The Fool on the Hill
- Paul McCartney – basová kytara, piano, zpěv, zobcová flétna ve skladbě The Fool on the Hill, Mellotron ve skladbě Strawberry fields forever
- Ringo Starr – bicí, zpěv
- další:
  - Magical Mystery Tour: Mal Evans a Neil Aspinall - perkuse, David Mason, Elgar Howarth, Roy Copestake a John Wilbraham - trubka
  - The Fool on the Hill: Christoper Taylor, Richard Taylor a Jack Ellory - flétna
  - I Am the Walrus: Sidney Sax, Jack Rothstein, Ralph Elman, Andrew McGee, Jack Greene, Louis Stevens, John Jezzard a Jack Richards - housle, Lionel Ross, Eldon Fox, Brian Martin a Terry Weil - violoncello, Neil Sanders, Tony Tunstall a Morris Miller - rohy, Gordon Lewin - klarinet, The Mike Sammes Singers - vokály
  - Hello Goodbye: Ken Essex a Leo Birnbaum - viola
  - Strawberry Fields Forever: Mal Evans - perkuse, Tony Fisher, Greg Bowen, Derek Watkins a Stanley Roderick - trubka, John Hall, Derek Simpson, Norman Jones - violoncello
  - Penny Lane: George Martin - piano, Ray Swinfield, P. Goody, Manny Winters a Dennis Walton - flétna, Leon Calvert, Freddy Clayton, Bert Courtley a Duncan Campbell - trubka, Dick Morgan a Mike Winfield - anglický roh, Frank Clarke - kontrabas, David Mason - piccolo trubka
  - Baby You're a Rich Man: Eddie Kramer - vibrafon
  - All You Need Is Love: George Martin - piano, Sidney Sax, Patrick Halling, Eric Bowie a Jack Holmes - housle, Rex Morris a Don Honeywill - saxofon, David Mason a Stanley Woods - trubka, Evan Watkins a Henry Spain - trombon, Jack Emblow - akordeon, Brian Martin - violoncello, Mick Jagger, Keith Richards, Marianne Faithfull, Keith Moon, Eric Clapton, Pattie Boyd Harrison, Jane Asher, Mike McCartney, Maureen Starkey, Graham Nash, Gary Leeds a Hunter Davies - vokály